# Зеландия (континент)
Зеландия (на английски: Zealandia) е почти изцяло потопена маса от континентална кора, която потъва след като се откъсва от Австралия преди около 60 – 85 милиона години. Широко се описва като микроконтинент или континент. Името и идеята за Зеландия са предложени от американския геофизик Брус Луйендайк през 1995 г. Статутът му на континент обикновено не се признава, но според геолози от Нова Зеландия, той е щял да бъде признат за такъв отдавна, ако не беше под океана.
Сушата вероятно напълно потъва преди около 23 милиона години, а днес по-голямата му част (93%) е потопена под повърхността на Тихия океан. С обща площ от около 4 920 000 km2, това е най-големият микроконтинент на света, по-голям от половин Австралия.
Зеландия съдържа значителни рибни запаси и находища на природен газ, като най-голямото такова находище се намира близо до новозеландския регион Таранаки. Разрешение за изследване за петрол в акваторията южно от Нова Зеландия е издадено през 2007 г.

## Геология
Зеландия е съставена основно от два почти успоредни гребена, отделени от авлакогенски рифт, където рифтовото разделяне на континента спира и се запълва с грабен. Гребените се издигат над океанското дъно до височина 1000 – 1500 m, с няколко скалисти острова, издигащи се над морското равнище. Гребените са от континентална скала, но са с по-ниска височина от нормалните континенти, тъй като кората им е по-тънка, приблизително 20 km дебела, и съответно не плава особено високо над земната мантия.
Преди около 25 милиона години, южната част на Зеландия (на тихоокеанската плоча) започва да се измества спрямо северната (на индоавстралийската плоча). Последвалото изместване с около 500 km по дължина на алпийския разлом може да види на геоложки карти.
Натъскът по границата повдига Южните Алпи, макар поради бърза ерозия тяхната височина да отразява само малка част от повдигането. Пò на север, подпъхване на тихоокеанската плоча води до мащабен вулканизъм. Вулканизъм на Зеландия възниква няколко пъти в различни части на микроконтинента преди, по време на и след като той се отдалечава от суперконтинента Гондвана. Макар Зеландия да се е преместил приблизително 6000 km северозападно спрямо мантията отдолу, когато се отделя от Антарктика, повтарящият се междуконтинентален вулканизъм изхвърля магмено съдържание, подобно на това от вулканите в предишните съседни части на Антарктика и Австралия.
Този вулканизъм е широко разпространен сред Зеландия, но като цяло с малък обем, с изключение на големите щитовидни вулкани от края на миоцен, които се развиват на полуостровите Банкс и Отаго. Това се случва и в различни ограничени райони към края на креда и неозой. Причините за него, обаче, са обект на дебати.
През 2017 г. екип от геолози от Нова Зеландия, Нова Каледония и Австралия заключват, че Зеландия изпълнява всички изисквания, за да бъде счетен за потънал континент, а не микроконтинент.

## Биогеография
Нова Каледония лежи в северния край на древния континент, докато Нова Зеландия се издига на границата на плочата, която го пресича. Тези земни маси са предни постове на антарктическата флора, включително Araucaria и Podocarpaceae. В залива Курио се намират дънери на вкаменила се гора, тясно свързани със съвременните Agathis и Araucaria heterophylla, които са растяли на Зеландия преди около 180 милиона години по време на юра. Те са били затрупани от вулканични кални потоци и постепенно заменени от силициев диоксид, произвел вкаменелостите, които днес са разкрити от морето
През ледниковите периоди, голяма част от Зеландия става повече континентална и по-малко морска среда. Първоначално се смята, че Зеландия няма родни бозайници на сушата, но откритието през 2006 г. на вкаменелост на челюст на бозайник от миоцен в Отаго сочи противното.

## Политическа подялба
Общата площ на сушата (включително вътрешните водоеми) на Зеландия е 286 655 km2. От тях Нова Зеландия заема най-голяма част с 267 988 km2 (93%), което включва основната група, съседните острови и повечето отдалечени острови, включително Антиподи, Оклънд, Баунти, Кембъл и Чатъм.
Нова Каледония и съседните ѝ острови съставляват 18 576 km2 или 7%, а остатъкът е зает от различни територии на Австралия, включително Лорд Хау (56 km2), Норфолк (35 km2) и няколко рифа.

## Население
Общото население на Зеландия днес е около 5 милиона души:
- Нова Зеландия – 4 823 193;
- Нова Каледония – 268 767;
- Норфолк – 2210;
- Лорд Хау – 382.